# لی هیئونگ-گئون
لی هیئونگ-گئون (انگلیسی: Lee Hyeong-geun؛ زادهٔ ۷ دسامبر ۱۹۶۴) ورنه‌بردار اهل کره جنوبی بود.